# Begraafplaats Rijnhof
Begraafplaats Rijnhof is een begraafplaats in Woerden met een algemeen en een rooms-katholiek gedeelte. Het is gelegen op Geestdorp, aan de noordzijde van Woerden.
De begraafplaats heeft een parkachtige opzet die dateert uit 1976. Na gereedkoming van de uitbreiding in 2006 zijn ook begrafenissen volgens de islamitische riten mogelijk. Er is een urnenmuur aanwezig op het terrein evenals een strooiveld met een gedenkplaats.

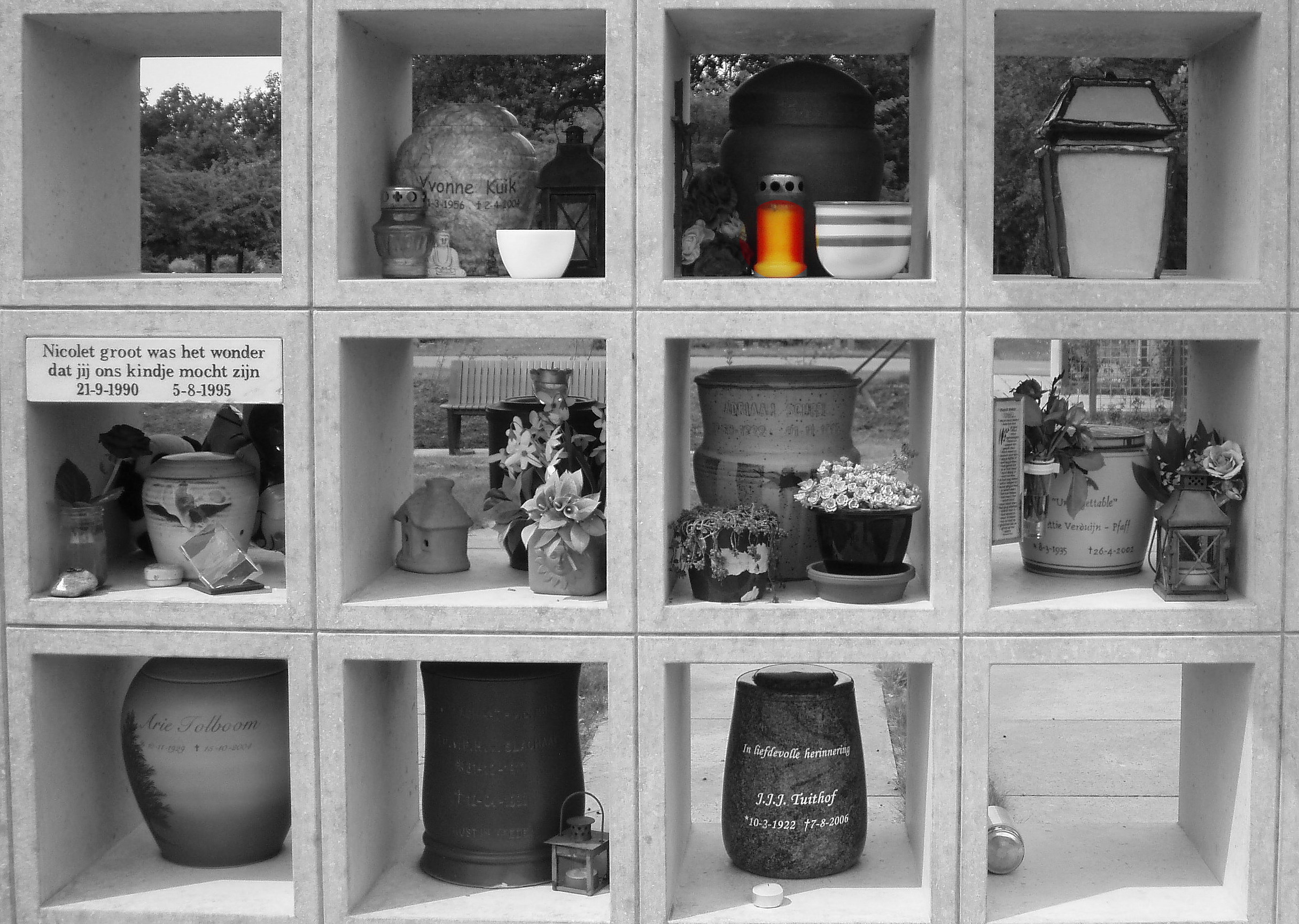
Urnenmuur

Stedelijk gebied Woerden: Oude Algemene Begraafplaats Hogewal · Nieuwe Algemene Begraafplaats Meeuwenlaan · Begraafplaats Rijnhof · Rooms-Katholieke Begraafplaats Hoge Wal · Israëlitische Begraafplaats Westdam · Familiebegraafplaats Groeneveld
Harmelen: Algemene Begraafplaats Leidsestraatweg

Kamerik: Nederlands Hervormde Begraafplaats Kamerik · Nieuwe Algemene Begraafplaats Van Teylingenweg · Rooms-Katholiek Kerkhof St. Hippolytus

Zegveld: Nederlands Hervormde Begraafplaats Zegveld